# Vấn đề môi trường ở Trung Quốc

Ô nhiễm không khí ở Trung Quốc gây ra bởi các hãng xưởng công nghiệp.

Các vấn đề môi trường ở Trung Quốc có rất nhiều, ảnh hưởng nghiêm trọng đến môi trường sinh lý và sức khoẻ con người của nước này. Công nghiệp hóa nhanh, cũng như giám sát môi trường lỏng lẻo, là những đóng góp chính cho những vấn đề này.
Chính phủ Trung Quốc đã thừa nhận những vấn đề và đưa ra những phản ứng khác nhau, dẫn đến một số cải tiến, nhưng các phản hồi đã bị chỉ trích là không đầy đủ. Trong những năm gần đây, hoạt động của công dân ngày càng tăng lên chống lại các quyết định của chính phủ được coi là gây tổn hại cho môi trường, và một quan chức Đảng Cộng sản Trung Quốc đã nghỉ hưu thông báo rằng năm 2012 đã chứng kiến hơn 50.000 cuộc biểu tình môi trường ở Trung Quốc.

## Chính sách môi trường
Trung tâm Tiến bộ Hoa Kỳ đã mô tả chính sách môi trường của Trung Quốc tương tự như của Hoa Kỳ trước năm 1970. Tức là chính phủ trung ương đưa ra các quy định khá nghiêm ngặt nhưng việc giám sát và thực thi thực tế phần lớn được thực hiện bởi các chính quyền địa phương quan tâm hơn đến sự phát triển kinh tế. Hơn nữa, do hành vi hạn chế của chế độ không dân chủ của Trung Quốc, tác động môi trường của các lực lượng phi chính phủ, như các luật sư, nhà báo và các tổ chức phi chính phủ, đang bị cản trở nghiêm trọng
Từ năm 2002, số lượng khiếu nại đến các cơ quan môi trường tăng 30% mỗi năm, đạt 600.000 vào năm 2004; Trong khi đó, theo một bài báo của Giám đốc Viện Công cộng và Môi trường Ma Jun năm 2007, số lượng các cuộc biểu tình của quần chúng gây ra bởi các vấn đề môi trường đã tăng 29 phần trăm mỗi năm kể từ thời điểm đó. Sự chú ý ngày càng tăng đối với các vấn đề môi trường đã khiến chính phủ Trung Quốc phải thể hiện mức độ quan tâm gia tăng đối với các vấn đề môi trường và việc sáng tạo sự phát triển bền vững. Ví dụ, trong bài phát biểu hàng năm của mình năm 2007, Ôn Gia Bảo, Thủ tướng Cộng hòa Nhân dân Trung Hoa, đã đưa ra 48 tài liệu tham khảo về "môi trường", "ô nhiễm" và "bảo vệ môi trường" và các quy định môi trường nghiêm ngặt đã được thực hiện. Một số khoản trợ cấp cho một số ngành công nghiệp gây ô nhiễm đã bị hủy bỏ, trong khi một số ngành công nghiệp gây ô nhiễm khác đã bị đóng cửa. Tuy nhiên, mặc dù đã có sự hỗ trợ cho ngành công nghệ năng lượng sạch, nhiều mục tiêu về môi trường đã không đạt được.
Sau năm 2007, các ngành công nghiệp gây ô nhiễm vẫn tiếp tục nhận được nguồn tài nguyên đất đai, nước, điện, dầu mỏ, ngân hàng, trong khi các biện pháp định hướng thị trường như phụ phí nhiên liệu và than đá không được chính phủ xem xét mặc dù chúng đã được chứng minh là thành công các nước khác. Ảnh hưởng đáng kể của tham nhũng cũng là một trở ngại cho việc thực thi có hiệu quả, vì chính quyền địa phương đã lờ đi lệnh và cản trở hiệu quả của các quyết định trung tâm. Để đối phó với một tình huống môi trường đầy thách thức, Chủ tịch Hồ Cẩm Đào thực hiện "Green G.D.P.", theo đó tổng sản phẩm quốc nội của Trung Quốc được điều chỉnh để bù đắp cho những ảnh hưởng tiêu cực đến môi trường; tuy nhiên, chương trình bị mất ảnh hưởng chính thức vào mùa xuân năm 2007 do bản chất đối đầu của dữ liệu. Nhà nghiên cứu hàng đầu của dự án cho biết các nhà lãnh đạo tỉnh đã chấm dứt chương trình, nói rằng "Các quan chức không thích bị xếp hàng và phải nói họ không đạt được mục tiêu của lãnh đạo... Họ thấy khó chấp nhận điều này".
Vào năm 2014, Trung Quốc đã sửa đổi luật bảo vệ để giúp đỡ chống lại ô nhiễm và đảo ngược những thiệt hại về môi trường ở nước này.